# Lej da las Culuonnas
Der Lej da las Culuonnas ⓘ (rätoromanisch im Idiom Puter lej aus dem lateinischen lacus für ‚See‘ und culuọnna für ‚Säule‘) ist ein Bergsee auf 2270 m ü. M. auf dem Julierpass oberhalb von Bivio und Silvaplana im Kanton Graubünden in den schweizerischen Alpen. Den Namen hat der See von den Fragmenten einer römischen Säule auf der Passhöhe.

## Lage und Umgebung

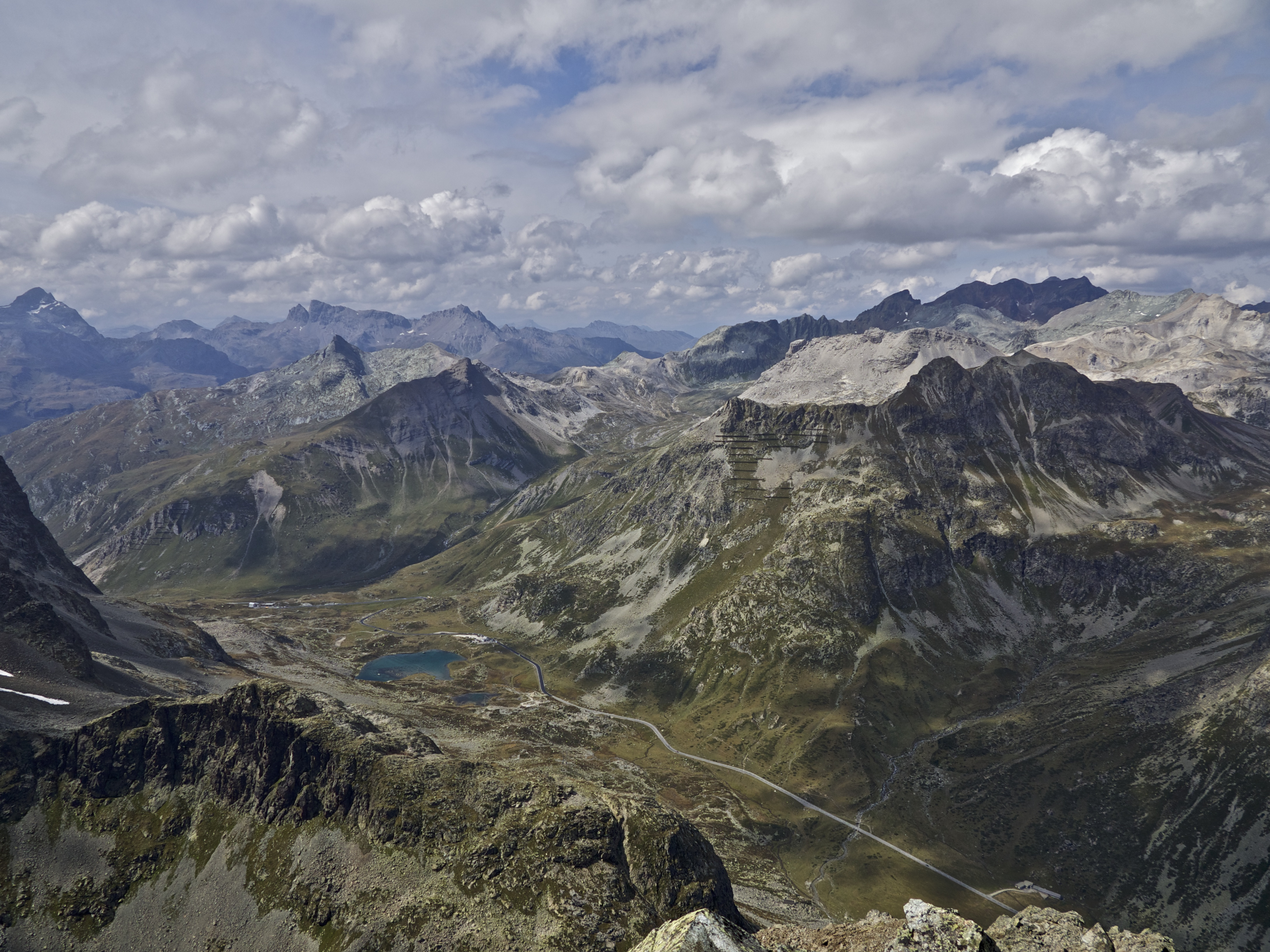
Der Julierpass mit dem Lej da las Culuonnas, aufgenommen vom Piz Polaschin. Rechts davon der Chüern Nair, dahinter der Piz Bardella. Der Ansatz des Piz da las Coluonnas ist am linken Bildrand sichtbar.

Der See liegt in den Albula-Alpen auf dem Julierpass am Nordfuss des Piz da las Coluonnas. Nördlich des Passes befinden sich Chüern Nair und Piz Valletta, der Piz Julier befindet sich nordöstlich des Passes. 
Der See befindet sich vollständig auf Gemeindegebiet von Silvaplana, die Grenze zu Surses verläuft entlang der Wasserscheide und befindet sich nur 35 m nördlich und östlich vom See. Der Lej da las Culuonnas entwässert somit nach Osten via Ova dal Vallun → Inn → Donau ins Schwarze Meer.

## Namensherkunft

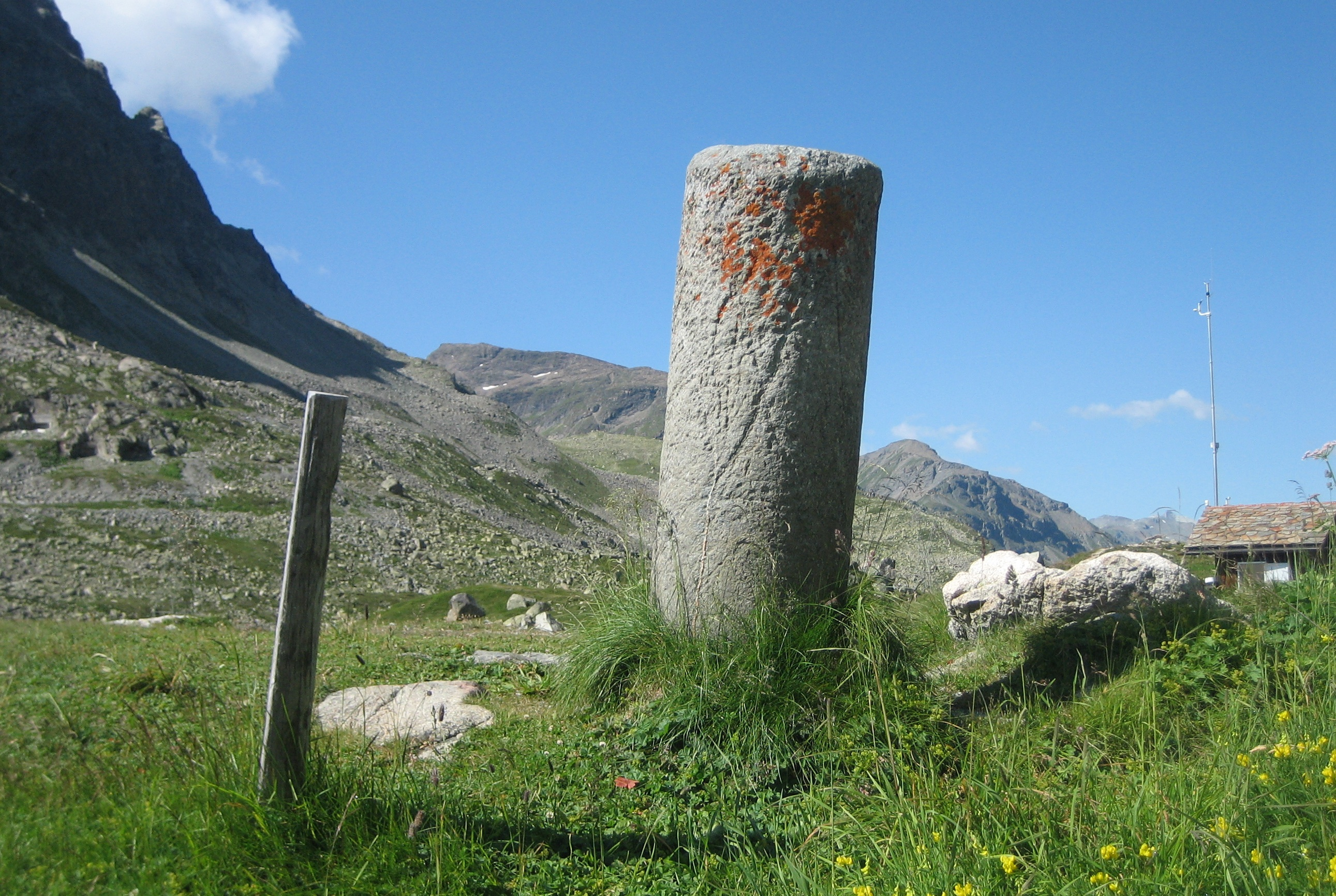
Römische Säule auf der Passhöhe

Culuọnna ist rätoromanisch im Idiom Puter für ‚Säule‘. Den Namen hat der See also von den Säulen, die an der nahen Strasse, zuoberst auf dem Julierpass, aufgestellt sind. Die Säulenfragmente wurden bei Grabungen auf dem Julierpass entdeckt, sie gehörten zu einem römischen Heiligtum, das sich auf der Passhöhe befand.

## Galerie

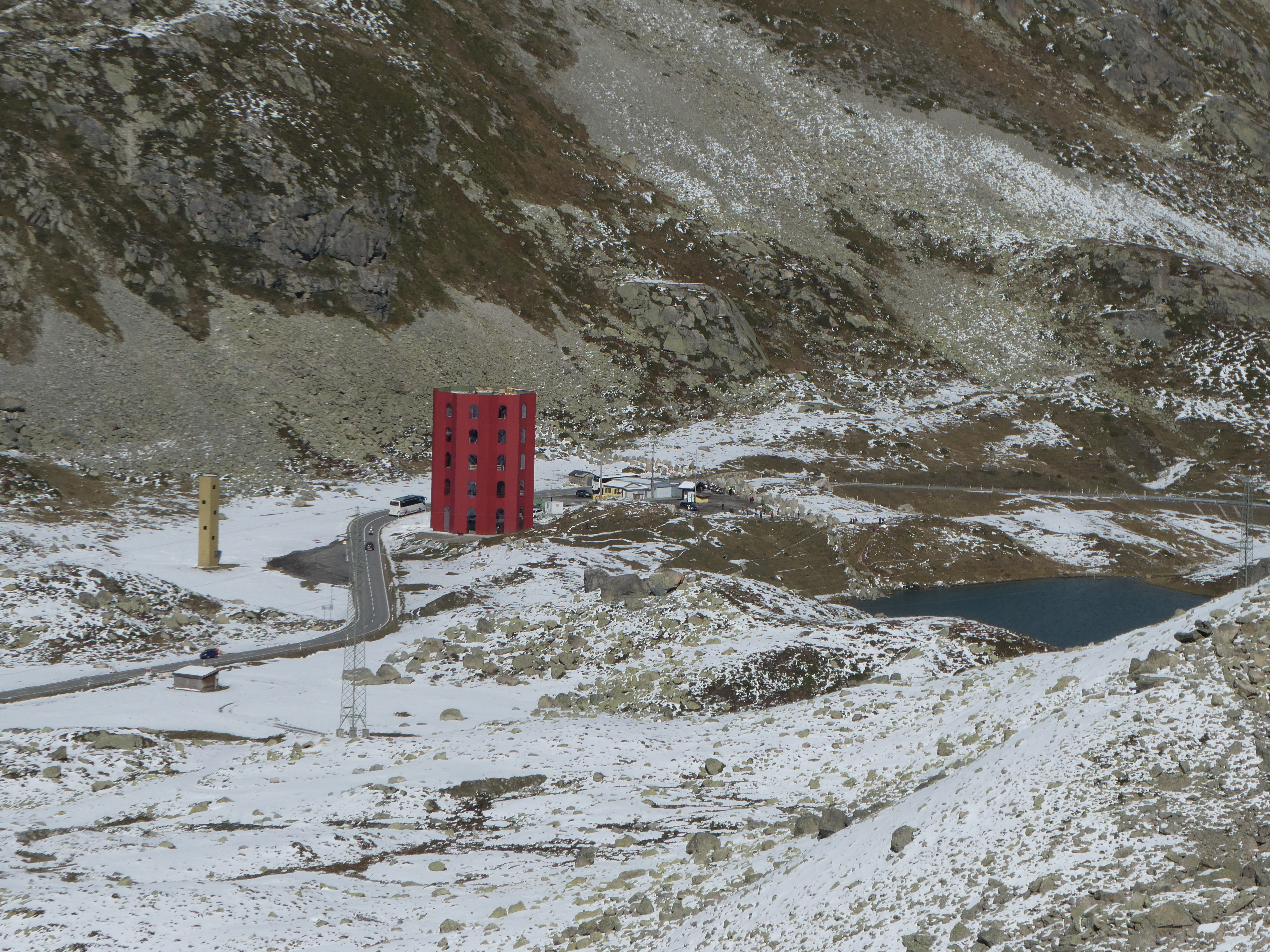
Der Lej da las Culuonnas und das Juliertheater, aufgenommen von Südosten
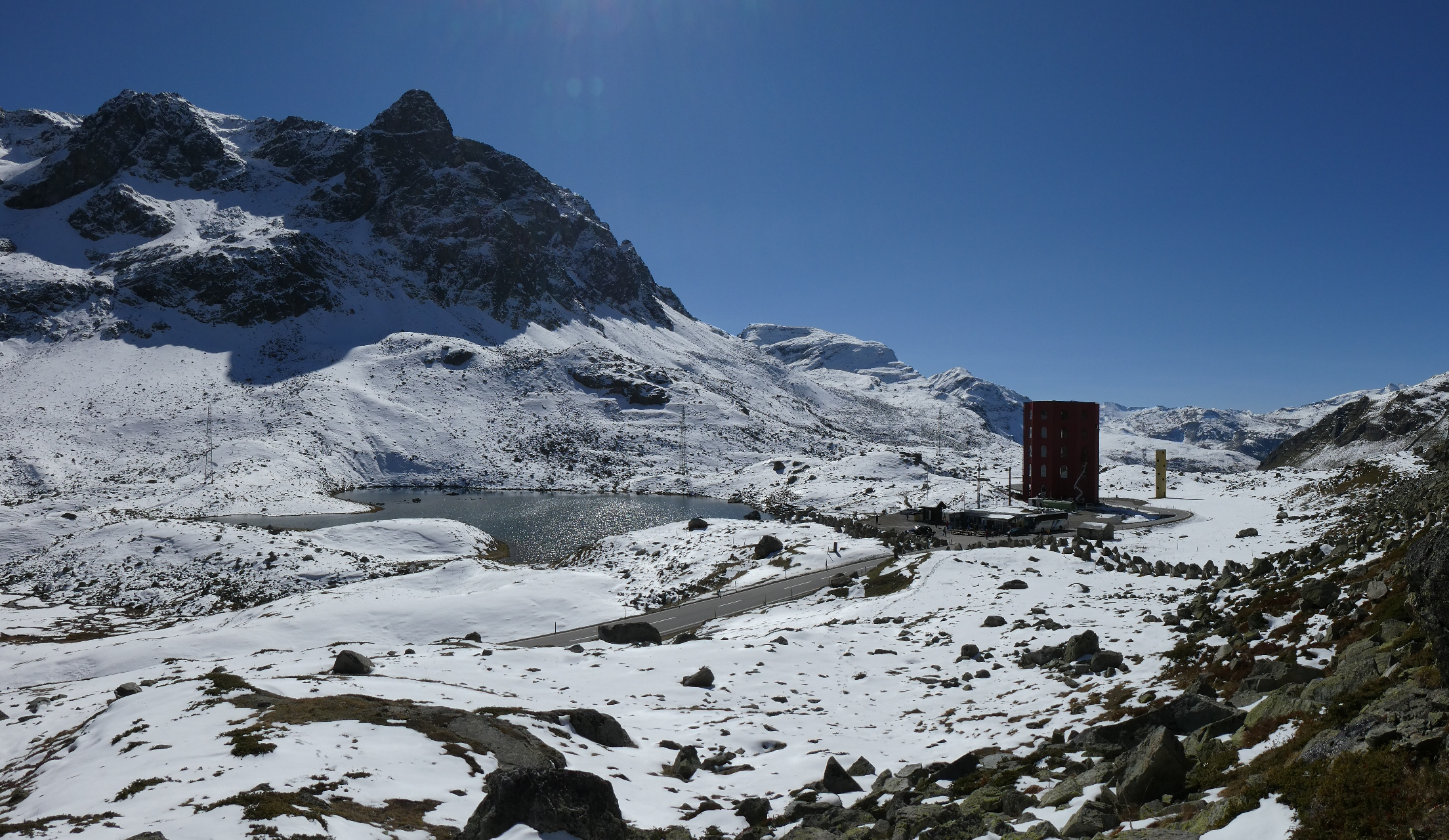
Der Lej da las Culuonnas, der Kiosk, die Passstrasse und das Juliertheater, aufgenommen von Nordwesten